# RS-858
Pour les articles homonymes, voir Route 858.
La RS-858 est une route locale du Centre-Est de l'État du Rio Grande do Sul qui relie la BR-287 à un district du nord de la municipalité de Candelária. Elle dessert cette seule commune et est longue de 15 km.